# Placa d'Okhotsk

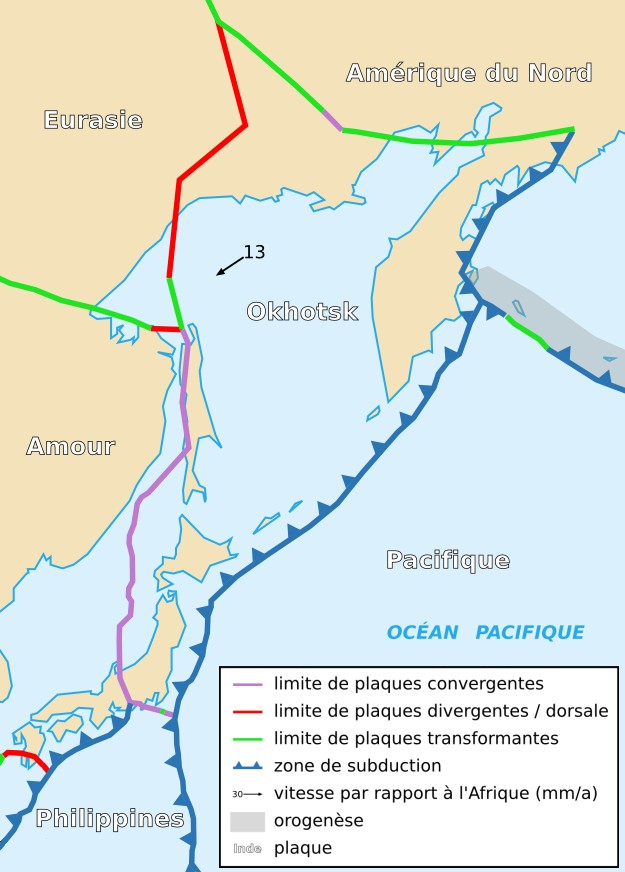
Mapa de la Placa d'Okhotsk i les plaques veïnes (en francès)

La Placa d'Okhotsk és una placa tectònica continental que cobreix el Mar d'Okhotsk, la península de Kamtxatka i l'est del Japó. Hom la hi solia considerar part de la placa Nord-americana, però recentment s'ha comprovat que és independent d'aquesta. Les plaques amb què comparteix límits són:
- Al nord, la Placa nord-americana
- Al Sud, la Placa de l'Amur i la Placa filipina
- A l'est, la Placa pacífica, a l'altura de les fosses oceàniques del Japó i Kuril-Kamchatka
- A l'oest, la Placa eurasiàtica

El desplaçament de la placa d'Okhotsk es fa a una velocitat de rotació de 0,845° per milió d'anys segons un pol d'Euler situat a 55°42' de latitud Nord i 82°86' de longitud Est. (Referència: placa pacífica).

## Annexes